# Giraut de Bornelh

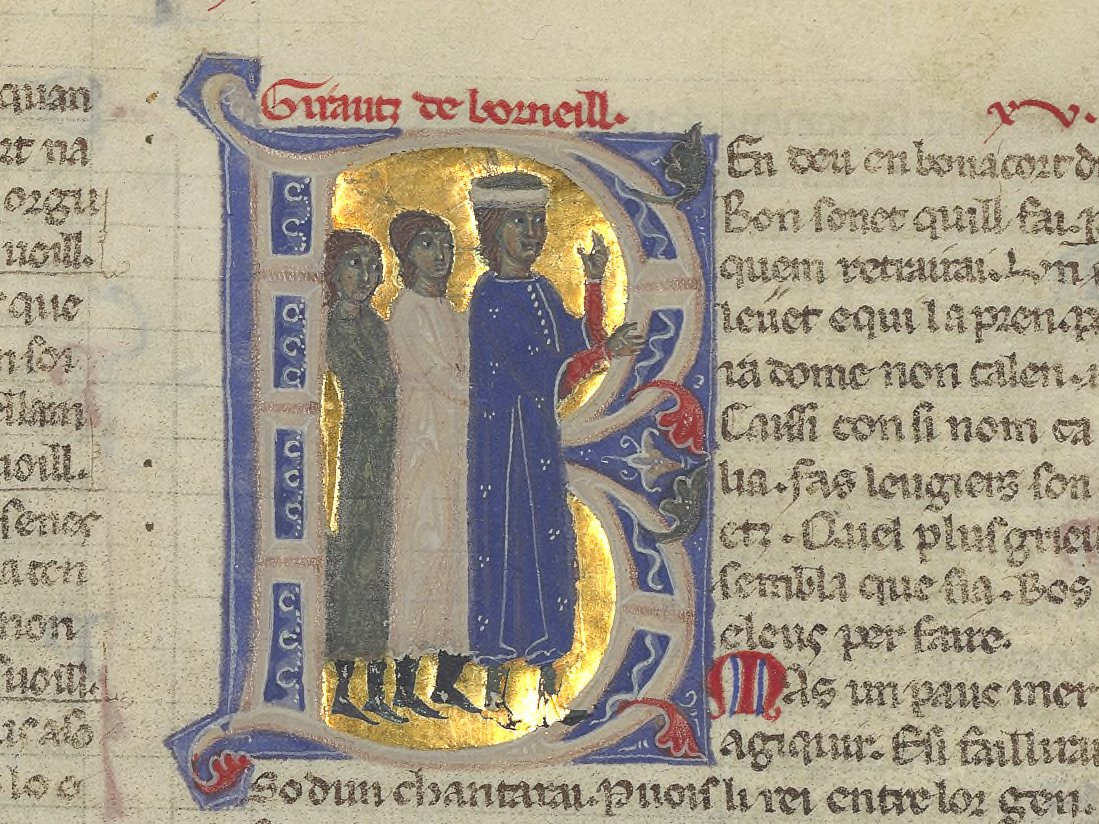
Girautz de Borneill inicjał z XIII-wiecznego śpiewnika.

Giraut de Bornelh, także Guiraut Borneil(l), Borneyll (ur. ok. 1138, zm. 1215) – francuski trubadur urodzony prawdopodobnie w Bourney w Limousin. Swoim kunsztem zyskał przydomek „mistrza trubadurów”.
Przyczynił się do ustanowienia „lżejszego” stylu w pieśniarstwie – trobar leu. Około 90 z jego utworów zachowało się do dziś, z czego cztery posiadają melodię. Do najbardziej udanych należy plankt napisany po śmierci Raimbauta z Orange. W tenso z królem Alfonsem II Aragońskim przyczynia się do debaty, czy kobietę hańbi związek z bogatszym mężczyzną.